# Jorge Artel
Agapito De Arco (Pseudonym Jorge Artel) (* 27. April 1909 in Cartagena, Departamento de Bolívar; † 20. August 1994 in Malambo, Departamento del Atlántico) war ein kolumbianischer Jurist, Lyriker, Schriftsteller, Journalist und Bibliothekar afroamerikanischer Herkunft.

## Leben
Artel studierte Jura, Literaturwissenschaft und Philosophie und promovierte 1945 an der Universität Cartagena über ein juristisches Thema. Da er in linksgerichteten Gruppen aktiv war, wurde er politisch verfolgt, zeitweise inhaftiert und verbrachte viele Jahre im Exil in Panama, Mexiko, Puerto Rico und den Vereinigten Staaten. Während seiner Zeit in New York war er mit dem Dichter Langston Hughes befreundet und übersetzte einige seiner Gedichte ins Spanische. Über Hughes kam Artel mit der Tradition der Harlem Renaissance und dem Konzept der Négritude in Berührung. In seinen Gedichten schilderte er vor allem das Leben der Afroamerikaner an der kolumbianischen Atlantikküste und gilt als Vertreter des Negrismo, der lateinamerikanischen Variante der Négritude.
1972 kehrte Artel aus dem Exil nach Kolumbien zurück und wurde Bibliothekar an der Universität Medellín. Über viele Jahre veröffentlichte er die Kolumne “Señales de Humo” (Rauchzeichen) in dem Magazin El Columbiano.

## Ehrungen
In Cartagena ist eine städtische Bibliothek nach Jorge Artel benannt.

## Werke
- Tambores de la noche (Gedichte, 1940)
- Poetas con bota y bandera (Gedichte, 1972)
- Sinú, riberas de asombro jubiloso (1979)
- No es la muerte... es el morir (Novelle, 1979)
- Bullerengue (Tanzlied, vertont von José Antonio Rincón)